# Тім Степлтон
Тім Степлтон (англ. Tim Stapleton, нар. 19 липня 1982, Ла-Грейндж) — американський хокеїст, що грав на позиції центрального нападника. Грав за збірну команду США.

## Ігрова кар'єра
Хокейну кар'єру розпочав 2000 року в ХЛСШ виступами за клуб «Грін-Бей Гемблерс». Згодом чотири сезони відіграв за Університет Міннесота-Дулут (НКАА).
Відігравши чотири гри за «Портленд Пайретс» влітку 2006 Тім переїхав до Європи, де два сезони захищав кольори фінського клубу «Йокеріт».
6 червня 2008, як вільний агент Степлтон перейшов до «Торонто Мейпл-Ліфс» але з 26 вересня 2008 виступав у складі «Торонто Марліс». 26 лютого 2009 дебютував у складі «Мейпл-Ліфс», а 28 лютого закинув першу шайбу в НХЛ у ворота Браєна Елліотта «Оттава Сенаторс».
1 липня 2009 Тіма обмінюють до клубу «Атланта Трешерс». Сезон він провів у складі фарм-клубу «Чикаго Вулвс». Наступний сезон Тім провів у «Сан-Антоніо Ремпедж», а 30 листопада 2010 уклав дворічний контракт з «Атланта Трешерс».
Влітку 2011 клуб перебазувався до канадського Вінніпега та отримав назву «Вінніпег Джетс».
10 липня 2012 Степлтон уклав однорічну угоду з командою КХЛ «Динамо» (Мінськ). Влітку 2013 дворічний контракт з іншим клубом КХЛ «Ак Барс».
11 липня 2014 Тім перейшов до клубу «Нафтохімік». 15 грудня 2014 до іншого російського клубу «Металург» (Магнітогорськ).
17 квітня 2015 американець переходить до швейцарської команди «Біль». Впродовж сезону перейшов до іншого швейцарського клубу «Лугано».
1 серпня 2016 уклав угоду з шведським клубом «Фер'єстад», а 26 листопада 2016 з командою КХЛ «Спартак» (Москва).
21 квітня 2017 Степлтон уклав однорічний контракт з швейцарською командою «Ольтен» але відігравши 29 матчів за «Ольтен» перейшов до німецького клубу «ЕРК Інгольштадт», де і завершив ігрову кар'єру.
Загалом провів 118 матчів у НХЛ.
Виступав за збірну США, на головних турнірах світового хокею провів 25 ігор в її складі.

## Статистика

### Клубні виступи
| Сезон        | Клуб                        | Ліга         | Регулярний сезон | Регулярний сезон | Регулярний сезон | Регулярний сезон | Регулярний сезон | Плей-оф | Плей-оф | Плей-оф | Плей-оф | Плей-оф |
| Сезон        | Клуб                        | Ліга         | І                | Г                | П                | О                | ШХ               | І       | Г       | П       | О       | ШХ      |
| ------------ | --------------------------- | ------------ | ---------------- | ---------------- | ---------------- | ---------------- | ---------------- | ------- | ------- | ------- | ------- | ------- |
| 2000–01      | «Грін-Бей Гемблерс»         | ХЛСШ         | 52               | 7                | 15               | 22               | 8                | 4       | 1       | 2       | 3       | 4       |
| 2001–02      | «Грін-Бей Гемблерс»         | ХЛСШ         | 61               | 24               | 36               | 60               | 10               | 7       | 4       | 7       | 11      | 0       |
| 2002–03      | Університет Міннесота-Дулут | НКАА         | 42               | 14               | 28               | 42               | 6                | —       | —       | —       | —       | —       |
| 2003–04      | Університет Міннесота-Дулут | НКАА         | 43               | 16               | 25               | 41               | 18               | —       | —       | —       | —       | —       |
| 2004–05      | Університет Міннесота-Дулут | НКАА         | 38               | 19               | 20               | 39               | 6                | —       | —       | —       | —       | —       |
| 2005–06      | Університет Міннесота-Дулут | НКАА         | 39               | 14               | 16               | 30               | 4                | —       | —       | —       | —       | —       |
| 2005–06      | «Портленд Пайретс»          | АХЛ          | 9                | 0                | 5                | 5                | 4                | 4       | 0       | 0       | 0       | 2       |
| 2006–07      | «Йокеріт»                   | СМ-Л         | 56               | 19               | 29               | 48               | 28               | 10      | 6       | 4       | 10      | 8       |
| 2007–08      | «Йокеріт»                   | СМ-Л         | 55               | 28               | 33               | 61               | 36               | 14      | 9       | 8       | 17      | 8       |
| 2008–09      | «Торонто Марліс»            | АХЛ          | 70               | 28               | 51               | 79               | 26               | 6       | 2       | 0       | 2       | 2       |
| 2008–09      | «Торонто Мейпл-Ліфс»        | НХЛ          | 4                | 1                | 0                | 1                | 0                | —       | —       | —       | —       | —       |
| 2009–10      | «Чикаго Вулвс»              | АХЛ          | 73               | 30               | 29               | 59               | 18               | 14      | 4       | 9       | 13      | 12      |
| 2009–10      | «Атланта Трешерс»           | НХЛ          | 6                | 2                | 0                | 2                | 2                | —       | —       | —       | —       | —       |
| 2010–11      | «Сан-Антоніо Ремпедж»       | АХЛ          | 20               | 8                | 7                | 15               | 2                | —       | —       | —       | —       | —       |
| 2010–11      | «Чикаго Вулвс»              | АХЛ          | 4                | 1                | 3                | 4                | 2                | —       | —       | —       | —       | —       |
| 2010–11      | «Атланта Трешерс»           | НХЛ          | 45               | 5                | 2                | 7                | 12               | —       | —       | —       | —       | —       |
| 2011–12      | «Вінніпег Джетс»            | НХЛ          | 63               | 11               | 16               | 27               | 10               | —       | —       | —       | —       | —       |
| 2012–13      | «Динамо» (Мінськ)           | КХЛ          | 52               | 24               | 16               | 40               | 30               | —       | —       | —       | —       | —       |
| 2013–14      | «Ак Барс»                   | КХЛ          | 54               | 16               | 17               | 33               | 16               | 6       | 0       | 1       | 1       | 2       |
| 2014–15      | «Нафтохімік»                | КХЛ          | 37               | 14               | 12               | 26               | 30               | —       | —       | —       | —       | —       |
| 2014–15      | «Металург» (Магнітогорськ)  | КХЛ          | 18               | 4                | 1                | 5                | 10               | 9       | 4       | 0       | 4       | 14      |
| 2015–16      | «Біль»                      | НЛА          | 24               | 5                | 8                | 13               | 20               | —       | —       | —       | —       | —       |
| 2015–16      | «Лугано»                    | НЛА          | 19               | 6                | 8                | 14               | 8                | 5       | 1       | 0       | 1       | 6       |
| 2016–17      | «Фер'єстад»                 | ШХЛ          | 20               | 1                | 3                | 4                | 4                | —       | —       | —       | —       | —       |
| 2016–17      | «Спартак» (Москва)          | КХЛ          | 22               | 1                | 6                | 7                | 4                | —       | —       | —       | —       | —       |
| 2017–18      | «Ольтен»                    | НЛБ          | 29               | 9                | 12               | 21               | 6                | —       | —       | —       | —       | —       |
| 2017–18      | «ЕРК Інгольштадт»           | ДХЛ          | 8                | 3                | 6                | 9                | 0                | 5       | 1       | 0       | 1       | 0       |
| Усього в НХЛ | Усього в НХЛ                | Усього в НХЛ | 118              | 19               | 18               | 37               | 24               | —       | —       | —       | —       | —       |

### Збірна
| Рік                | Команда            | Турнір             | Місце              | І  | Г | П | О | ШХ |
| ------------------ | ------------------ | ------------------ | ------------------ | -- | - | - | - | -- |
| 2011               | США                | ЧС                 | 8-е                | 7  | 0 | 1 | 1 | 0  |
| 2013               | США                | ЧС                 | 3                  | 10 | 2 | 3 | 5 | 2  |
| 2014               | США                | ЧС                 | 6-е                | 8  | 0 | 2 | 2 | 2  |
| Національна збірна | Національна збірна | Національна збірна | Національна збірна | 25 | 2 | 6 | 8 | 4  |